# アンダーグラウンドVSアマチュア
「アンダーグラウンドVSアマチュア」（アンダーグラウンド バーサス アマチュア）は、日本のヒップホップユニットTHA BLUE HERBの1枚目のシングルである。2002年3月20日発売。発売元はリアルライフレコーディングス。

## 概要
- 初となるシングル。
- 1999年にアナログ盤が発売。

## 収録曲

### CD
1. アンダーグラウンドVSアマチュア(5:05)
作詞：ILL-BOSSTINO、作曲：O.N.O
2. 未来世紀日本 (BACK GROUND VOCALS BY HANA(遊星’S))(8:41)
作詞：ILL-BOSSTINO、作曲：O.N.O
テリー・ギリアム監督の『未来世紀ブラジル』とリドリー・スコット監督の『ブレードランナー』からインスパイアされて作られた長編SF作品。2089年の日本を舞台としている。
3. アンダーグラウンドVSアマチュア (INSTRUMENTAL)(5:06)
4. 未来世紀日本 (INSTRUMENTAL)(7:00)

### 12"inch
1. アンダーグラウンド VS アマチュア (TBHR Anthem) (Main)
2. アンダーグラウンド VS アマチュア (TBHR Anthem) (Instrumental)
3. アンダーグラウンド VS アマチュア (TBHR Anthem) (Acappella)
4. 未来世紀日本 (Main)
5. 未来世紀日本 (Instrumental)